# Bent
Bent (рус. Изгиб) — дуэт из Ноттингема в Англии, состоящий из Саймона Миллза и Нила Толлидэя. Дуэт играет электронную музыку и появился в 1999 году.

## История
До того, как образовалась группа, каждый из музыкантов экспериментировал в отдельных стилях. Нил писал техно и хаус, причём под различными именами — Nail, DS Priest, Themis, Jack Lagoon, Lucky Lime, Jorge Fellucca — и на нескольких лейблах — DIY, Classic, Ideal Trax, Remote, 20/20 D-Vision, Soma, Peace Feast, Pukka и других студиях. Первый свой релиз «Strictly 4 Groovers» Нэйл выпустил на лейбле WARP ещё в далеком 1993 году. Саймон же экспериментировал в разных стилях. На пару с Ианом Сэндерсеном у них даже был спецпроект под названием «Cuckooland», где они занимались подборкой семплов, другими словами — созданием музыкальных библиотек. А в 1998-м (так утверждает Нил) произошла та самая встреча Нила с Саймоном, положившая начало их совместному творчеству в виде Bent. Благодаря своему дебютному альбому «Programmed to Love» (2000) они получили широкое признание музыкальных критиков, а журнал Muzik номинировал Bent на звание лучшей новой группы. Изначально дуэт известен искусством создания собственного стиля написания музыки, при котором они набирали для своих композиций семплы из дисков, найденных в корзинах на распродаже уценёнки, умудряясь извлекать и джаз, и хип-хоп, и немного рока (сами они этот стиль называют «изворотливый»). Например, на сингле «Magic Love» они пробовали семплировать Тони Тэнилла. С выпуском альбома «Ariels» (2004) Bent решили сосредоточиться на записи живого звука, используя преимущественно первоначальный материал, а также пригласили сессионных музыкантов и вокалистов с таких известных групп, как Kosheen — Sian Evans, Herb Birds — Katty Heath, Weekend Players — Rachel Foster, а также Steve Edwards. В альбоме «Intercept!» (2006) видно, что дуэт сделал шаг назад к первоистокам, как бы в напоминание о первых двух альбомах, примешав туда побольше танцевальных оттенков. В 2009 году в честь юбилея группы музыканты выпустили сборник Best Of на двух дисках, в первый из которых вошли избранные композиции (в том числе новые неизданные предварительные варианты известных треков), а на втором — неизданный раритетный материал (в том числе записи с конкурсного альбома Competition EP). В 2010 году группа приступила к записи очередного альбома, параллельно ведя сольные проекты: Нил с проектом Goose Fair Island уже успел выпустить собственный альбом «Rides». Саймон же на данный момент работает под именем Napoleon и недавно выпустил одноименный альбом, куда вошли 16 треков. В 2013 году команда выпустила двойной альбом с дополнительно ранее неизданным материалом, начиная с 1998 года. На сегодняшний день музыканты заняты исключительно сольными проектами.

## Музыка, использованная в рекламе
Композиции Private Road, Invisible Pedestrian с альбома «Programmed to Love» и Silent Life с альбома «Ariels» использовались для телерекламы компаниями Carlsberg, Coca-Cola и для рекламы водки «Абсолют».

## Музыка, использованная в компьютерных играх
Композиция Always использовалась в саундтреке к игре Beach Life

## Дискография

### Студийные альбомы
- Programmed to Love (2000) (Sport)[2]
- Downloaded For Love (2001) (EMI)
- The Everlasting Blink (2003) (Sport)
- Ariels (2004) (Open / MOS)
- Flavour Country EP (2004) (Open)
- Intercept! (2006) (Godlike And Electric)
- Best Of (2009) (Godlike And Electric) (с композициями, не вошедшими в другие альбомы)
- Up in the Air (2020)

### Неизданные альбомы
- EP1 (1999) (Sport)
- EP2 (2000)
- Music For Barbecues (2000) (Sport)
- This Is Bent! (2000) (Sport (White))
- Another Side Of Bent
- Downloaded For Love (2001) (EMI) (интернет-сиквел)
- Go! Kommando EP (2002) (Sport)
- Competition EP — альбом был разыгран среди участников конкурса на сайте группы и достался 10 победителям. В дальнейшем, подобных конкурсов не проводилось.
- Godlike & Electric (2006) (Godlike And Electric)
- Classic Remixes 1 (2009) (Godlike And Electric)
- Always (Remixes) (2009) (Godlike And Electric)

### Синглы
- I Love My Man (1999) (Sunday Best / Sport)
- Swollen (2001) (Sport / Ministry Of Sound)
- Always (2001) (Sport)
- Magic Love (2003) (Sport)
- Stay The Same (2003) (Sport / Ministry Of Sound)
- Comin' Back (2004) (Open)
- To Be Loved (2006) (Godlike And Electric)
- Waiting For You (2007) (Godlike And Electric)
- Handbrake/Leavin' Me (2007) (Godlike And Electric)

### Другие проекты, компилляции
- Johnny Flash And The Flames
- Fabric Live 11 (DJ Mix Album) (2003)
- Later (DJ Mix album) (2005)
- The Art Of Chill 5 - Mixed by Bent 2CD (2008)
- Goose Fair Island (by Nail Tolliday) (2009)
- Simon and Eliza (Decco)
- Napoleon (by Simon Mills)
- Flesho (by Nail Tolliday)